# Rivière Plantain
Pour les articles homonymes, voir Plantain.
La rivière Plantain est un cours d'eau de l'île d'Anticosti se jetant dans le golfe du Saint-Laurent. Elle est située dans la municipalité de L'Île-d'Anticosti, dans la municipalité régionale de comté (MRC) de la Minganie, dans la région administrative de la Côte-Nord, au Québec (Canada).
La rivière Plantain s'avère la rivière la plus à l'ouest de l'île d'Anticosti.

## Toponymie
La désignation toponymique « rivière Plantain » parait dans un volume édité en 1904 et aussi en 1924 dans le Bulletin de la Société de Géographie de Québec.
Le toponyme « rivière Plantain » a été officialisé le 5 décembre 1968.

## Géographie
La rivière Plantain tire sa source au lac Supérieur (longueur: 1,5 km; altitude: 34 m) situé à l'extrémité ouest de l'île d'Anticosti. L'embouchure du lac Supérieur est située au fond de la baie de la rive ouest, à:
- 10,8 km au nord-est de la Pointe-Ouest de l'île d'Anticosti;
- 7,1 km au nord-ouest  de Port-Menier;
- 3,8 km au sud-est de la rive nord de l'île d'Anticosti[3].

À partir de sa source, la rivière Plantain coule vers le sud entre l'extrémité ouest de l'île d'Anticosti et la rivière Gamache (située du côté est).
À partir de l'embouchure du lac Supérieur, le cours de la rivière Plantain descend sur 8,5 km vers le sud avec un dénivelé de 33 m, selon les segments suivants:
- 5,0 km d'abord vers le sud-ouest, puis vers le sud-est en traversant le lac Plantain (longueur: 3,1 km; altitude: 28 m), jusqu'à son embouchure;
- 3,5 km vers le sud-est, en traversant des zones de marais et en recueillant le ruisseau Diane (venant du nord-est), jusqu'à son embouchure[3].

La rivière Plantain se déverse dans le golfe du Saint-Laurent, via la baie Jolliet laquelle a une largeur: 1,1 km à l'entrée de la baie, soit à la hauteur de la Pointe du Château. La baie Jolliet s'avère un sous-élément de la baie Gamache (longueur: 5,7 km; largeur: 4,2 km à l'entrée de la baie), sur la rive sud de l'île d'Anticosti. À marée basse, le grès à l'embouchure de la rivière Plantain peut s'étirer jusqu'à 1,8 km vers le centre de la baie.
Cette confluence de la rivière et de la baie (à marée haute) est située à 11,0 km à l'est de la pointe aux Pointe-Ouest de l'île d'Anticosti, à 10,7 km au sud-est de la rive nord de l'île et à 2,4 km à l'ouest du centre du village de Port-Menier. La baie Gamache comprend la baie Jolliet (située au nord-ouest) et la baie des Navots (située au nord-est).